# Антикуити (списание)
Антикуити (на английски: Antiquity, Античност), е британско академично списание за археология. Издава се шест пъти годишно, обхващащи теми по целия свят от всички периоди. Главен редактор от 2018 г. е Робърт Уичър, доцент по археология в Дърамския университет. От 2015 г. списанието се публикува от Cambridge University Press.
Списанието е основано през 1927 г. от британския археолог Осберт Гай Станхоу Крофорд. То е собственост на регистрираната благотворителна организация „Античен тръст“.